# Synodontis polli
Synodontis polli är en fiskart som beskrevs av Gosse 1982. Synodontis polli ingår i släktet Synodontis och familjen Mochokidae. IUCN kategoriserar arten globalt som livskraftig. Inga underarter finns listade i Catalogue of Life.